# Bespovratna sredstva
Bespovratna sredstva (ili bespovratni poticaji) su financijske potpore kojima država potiče ciljane tržišne grupe koje zbog načina poslovanja, poslovnog okruženja ili drugih razloga nisu dovoljno profitabilni da bi bili zanimljivi za investicije.
Jedan od najčešćih primjera u cijeloj Europi je poticanje poljoprivrede, ali i pojedinih gospodarskih grana kao što su: metalurška, kemijska, tekstilna industrija i mnoge druge. Države stimuliraju takvu proizvodnju kako bi zadržala radna mjesta, strateške ciljeve i konkurentnost u odnosu na uvoznu robu te se vrlo često dodjeljuju poticaji i za jačanje konkurentnosti izvoznih tvrtki.
Uz spomenute, dosjeljuju se i poticaji za zapošljavanje određenih skupina nezaposlenih osoba, a u posljednje vrijeme se vrlo često dodjeljuju poticaji za povećanje energetske učinkovitosti objekata i/ili sustava kao i za primjenu obnovljivih izvora energije.
Zašto se koristi izraz sredstva, a ne jednostvano novac?
Riječ je o ekonomskoj terminologiji koja je prodrijela u govorni jezik. Kako ekonomija nije egzaktna znanost tako nije za zamjeriti laiku što ne razumije što pojam "sredstva" u ekonomiji znači. 
Bespovratna ili nepovratna sredstva su ona sredstva koja imaju točno određenu namjenu i moraju se utrošiti i pravdati u točno određenom roku te se ne moraju vratiti ako su pravilno utrošena. Dakle to jest novac u nekom od svojih pojavnih oblika, međutim ima točno unaprijed određenu namjenu i ona se ne može mijenjati.
Novac na bankovnom računu ili u novčaniku nema točno određenu namjenu, moguće je da svojim novcem planirate kupovinu odijela, a možda tim istim novcem kupite naočale i gorivo.
Ekonomisti koriste izraz financijska ili novčana sredstva iz istog razloga, zbog određene namjene novca. Naime u ekonomiji se nastoji predvidjeti tijek novca kako bi se osiguralo neometano odvijanje poslovnih procesa pa samim time novac dobiva svoju namjenu, prestaje biti samo novac i postaje novčano sredstvo. Financijska sredstva su širi pojam od novčanih sredstava; obuhvaćaju i sve druge pojavne oblike novca kao i sredstva dobivena putem kreditnih poslova.